# Sant Jordi Desvalls
Sant Jordi Desvalls est une commune de la province de Gérone, en Catalogne, en Espagne dans la comarque de Gironès.